# 20 Stunden mit Patti Smith
20 Stunden mit Patti Smith ist ein Dokumentarfilm über den Kurzaufenthalt der Punksängerin Patti Smith in Wien am 15. September 1978, der am 10. Dezember 1978 erstmals in der Fernsehreihe „Ohne Maulkorb“ ausgestrahlt wurde.

## Inhalt
Der Film beginnt mit der Ankunft von Patti Smith am Flughafen Wien-Schwechat. Von dort fährt sie auf dem Rücksitz eines Mercedes in das Funkhaus, wobei der Regisseur Rudi Dolezal als Gesprächspartner direkt im Bild zu sehen ist. Danach ist Patti Smith in einem Hörfunkstudio zu sehen, wo sie Interviewgast von Wolfgang Kos in der damaligen Ö3-Sendung Musicbox ist. Weiter wird sie beim Kauf einer Klarinette beobachtet. Kernstück des Films ist aber eine etwa 20-minütige Sequenz, die ihren Auftritt im Keller des Wiener Konzerthauses zeigt. Danach nimmt sie im benachbarten Tonstudio bis in die frühen Morgenstunden Lyrik von Jim Morrison auf.

## Hintergründe
Der Wien-Aufenthalt war nur ein „Abstecher“ auf der Konzerttournee der Patti Smith Group, die mit Because the Night gerade auf dem Höhepunkt ihres Erfolges stand. Patti Smith behauptete im Film, sie hätte bei der Planung der Europatournee gegenüber ihrem Management auf Termine im Limerick, Bremen und Wien bestanden, weil dies eine besonders „weibliche“ und „multiorgasmische“ Stadt sei. Im Licht der Wiener Straßenlaternen habe sie Figuren aus den Filmen von Pasolini und Godard erkannt.
20 Stunden mit Patti Smith wurde im seinerzeit üblichen 16mm-Format ausschließlich für den Einsatz im Fernsehen für die damals sehr innovative und experimentierfreudige Reihe „Ohne Maulkorb“ produziert. Auf der Viennale 2005 wurde der Streifen im Spezialprogramm ORF 3, das anlässlich des Jubiläums 50 Jahre Fernsehen in Österreich in Zusammenarbeit mit dem ORF-Archiv kuratiert wurde, erstmals auf einer Kinoleinwand gezeigt.

## Zitate
„Also I like the statue of Mozart. I thought he had a nice … instrument of love" - ‚You can say everything on our TV‘ - "Well I thought Mozart seem to have a nice cock.“

„I’ve been waiting for two years to come back to this town. What is it about this town? Why so many genius came out of this town? Why in certain parts of the world? Is there an atmosphere that produces genius?"“